# Nazionale maschile di hockey su pista della Germania
La nazionale di hockey su pista della Germania è la selezione maschile di hockey su pista che rappresenta la Germania in ambito internazionale.

Opera sotto la giurisdizione della Federazione di pattinaggio della Germania.

Al 31 dicembre 2013 occupa il 13º posto nel ranking del Comité Internationale de Rink-Hockey.

## Palmarès

### Principali competizioni
- Campionati del mondo B: 1
  -  1º posto: 1986
- Campionati d’Europa: 
  -  2º posto: 1932, 1934
  -  3º posto: 1926, 1928, 1930, 2010

### Altre competizioni
- Coppa delle Nazioni: 2
  - 1937, 1978

## Risultati

### Campionato del mondo
| Edizione | Sede/i                         | Piazzamento      | G  | V | N | P |      |
| 1936     | Stoccarda                      | 5º posto         | 6  | 1 | 1 | 4 | Rosa |
| 1939     | Montreux                       | 6º posto         | 6  | 2 | 0 | 4 | Rosa |
| 1947     | Lisbona                        | Non partecipante | -  | - | - | - | n.d. |
| 1948     | Montreux                       | Non partecipante | -  | - | - | - | n.d. |
| 1949     | Lisbona                        | Non partecipante | -  | - | - | - | n.d. |
| 1950     | Milano                         | 5º posto         | 9  | 4 | 1 | 4 | Rosa |
| 1951     | Barcellona                     | 5º posto         | 10 | 6 | 0 | 4 | Rosa |
| 1952     | Porto                          | Non partecipante | -  | - | - | - | n.d. |
| 1953     | Ginevra                        | 7º posto         | 6  | 4 | 0 | 2 | Rosa |
| 1954     | Barcellona                     | 6º posto         | 14 | 7 | 3 | 4 | Rosa |
| 1955     | Milano                         | 7º posto         | 9  | 2 | 2 | 5 | Rosa |
| 1956     | Porto                          | 4º posto         | 10 | 6 | 1 | 3 | Rosa |
| 1958     | Porto                          | 7º posto         | 9  | 3 | 0 | 6 | Rosa |
| 1960     | Madrid                         | 8º posto         | 9  | 2 | 0 | 7 | Rosa |
| 1962     | Santiago del Cile              | 10º posto        | 9  | 1 | 1 | 7 | Rosa |
| 1964     | Barcellona                     | 7º posto         | 9  | 4 | 0 | 5 | Rosa |
| 1966     | San Paolo                      | Non partecipante | -  | - | - | - | n.d. |
| 1968     | Porto                          | 7º posto         | 9  | 3 | 1 | 7 | Rosa |
| 1970     | San Juan                       | 8º posto         | 10 | 3 | 0 | 7 | Rosa |
| 1972     | La Coruña                      | 4º posto         | 11 | 8 | 0 | 3 | Rosa |
| 1974     | Lisbona                        | 4º posto         | 11 | 7 | 1 | 3 | Rosa |
| 1976     | Oviedo                         | 4º posto         | 11 | 6 | 3 | 2 | Rosa |
| 1978     | San Juan                       | 4º posto         | 11 | 6 | 1 | 4 | Rosa |
| 1980     | Talcahuano e Santiago del Cile | Non partecipante | -  | - | - | - | n.d. |
| 1982     | Barcelos e Lisbona             | 7º posto         | 15 | 6 | 1 | 8 | Rosa |
| 1984     | Novara                         | 10º posto        | 9  | 2 | 0 | 7 | Rosa |
| 1986     | Sertãozinho                    | Non partecipante | -  | - | - | - | n.d. |
| 1988     | La Coruña                      | 8º posto         | 9  | 2 | 0 | 7 | Rosa |
| 1989     | San Juan                       | 7º posto         | 8  | 3 | 0 | 5 | Rosa |
| 1991     | Braga e Porto                  | 8º posto         | 8  | 2 | 0 | 6 | Rosa |
| 1993     | Bassano, Lodi e Sesto S.G.     | 8º posto         | 8  | 2 | 2 | 4 | Rosa |
| 1995     | Recife                         | 8º posto         | 8  | 2 | 0 | 6 | Rosa |
| 1997     | Wuppertal                      | 7º posto         | 8  | 5 | 0 | 3 | Rosa |
| 1999     | Reus                           | 11º posto        | 8  | 2 | 0 | 6 | Rosa |
| 2001     | San Juan                       | 12º posto        | 6  | 2 | 0 | 4 | Rosa |
| 2003     | Oliveira de Azeméis            | 12º posto        | 6  | 2 | 0 | 4 | Rosa |
| 2005     | San Jose                       | 9º posto         | 6  | 4 | 1 | 1 | Rosa |
| 2007     | Montreux                       | 12º posto        | 6  | 2 | 0 | 4 | Rosa |
| 2009     | Pontevedra e Vigo              | 10º posto        | 6  | 3 | 0 | 3 | Rosa |
| 2011     | San Juan                       | 10º posto        | 6  | 3 | 0 | 3 | Rosa |
| 2013     | Luanda e Namibe                | 11º posto        | 6  | 3 | 0 | 3 | Rosa |
| 2015     | La Roche-sur-Yon               | 4º posto         | 6  | 3 | 0 | 3 | Rosa |

### Campionato del mondo B
| Edizione | Sede/i            | Piazzamento      | G | V | N | P |      |
| 1984     | Parigi            | Non partecipante | - | - | - | - | n.d. |
| 1986     | Città del Messico | Campione         | 8 | 7 | 1 | 0 | Rosa |
| 1988     | Bogotà            | Non partecipante | - | - | - | - | n.d. |
| 1990     | Macao             | Non partecipante | - | - | - | - | n.d. |
| 1992     | Andorra la Vella  | Non partecipante | - | - | - | - | n.d. |
| 1994     | Santiago del Cile | Non partecipante | - | - | - | - | n.d. |
| 1996     | Veracruz          | Non partecipante | - | - | - | - | n.d. |
| 1998     | Macao             | Non partecipante | - | - | - | - | n.d. |
| 2000     | Chatham           | Non partecipante | - | - | - | - | n.d. |
| 2002     | Montevideo        | Non partecipante | - | - | - | - | n.d. |
| 2004     | Macao             | Non partecipante | - | - | - | - | n.d. |
| 2006     | Montevideo        | Non partecipante | - | - | - | - | n.d. |
| 2008     | Vanderbijlpark    | Non partecipante | - | - | - | - | n.d. |
| 2010     | Dornbirn          | Non partecipante | - | - | - | - | n.d. |
| 2012     | Canelones         | Non partecipante | - | - | - | - | n.d. |
| 2014     | Canelones         | Non partecipante | - | - | - | - | n.d. |

### Campionati europei
| Edizione | Sede/i              | Piazzamento      | G  | V | N | P |      |
| 1926     | Herne Bay           | 3º posto         | 5  | 2 | 2 | 1 | Rosa |
| 1927     | Montreux            | 4º posto         | 5  | 2 | 0 | 3 | Rosa |
| 1928     | Herne Bay           | 3º posto         | 5  | 2 | 1 | 2 | Rosa |
| 1929     | Montreux            | 4º posto         | 5  | 2 | 1 | 2 | Rosa |
| 1930     | Herne Bay           | 3º posto         | 5  | 2 | 2 | 1 | Rosa |
| 1931     | Montreux            | 5º posto         | 6  | 2 | 0 | 4 | Rosa |
| 1932     | Herne Bay           | 2º posto         | 5  | 4 | 0 | 1 | Rosa |
| 1934     | Herne Bay           | 2º posto         | 5  | 3 | 0 | 2 | Rosa |
| 1936     | Stoccarda           | 5º posto         | 6  | 1 | 1 | 4 | Rosa |
| 1937     | Herne Bay           | 6º posto         | 6  | 1 | 0 | 5 | Rosa |
| 1938     | Anversa             | 5º posto         | 6  | 1 | 2 | 3 | Rosa |
| 1939     | Montreux            | 5º posto         | 6  | 2 | 1 | 3 | Rosa |
| 1947     | Lisbona             | 6º posto         | 6  | 2 | 0 | 4 | Rosa |
| 1948     | Montreux            | 7º posto         | 8  | 2 | 1 | 5 | Rosa |
| 1949     | Lisbona             | 6º posto         | 7  | 2 | 1 | 4 | Rosa |
| 1950     | Milano              | 6º posto         | 9  | 3 | 2 | 4 | Rosa |
| 1951     | Barcellona          | 6º posto         | 10 | 5 | 1 | 4 | Rosa |
| 1952     | Porto               | 6º posto         | 9  | 4 | 1 | 4 | Rosa |
| 1953     | Ginevra             | 9º posto         | 6  | 1 | 1 | 4 | Rosa |
| 1954     | Barcellona          | 5º posto         | 14 | 7 | 4 | 3 | Rosa |
| 1955     | Milano              | 10º posto        | 8  | 4 | 2 | 2 | Rosa |
| 1956     | Porto               | 9º posto         | 10 | 2 | 2 | 6 | Rosa |
| 1957     | Barcellona          | Non partecipante | -  | - | - | - | n.d. |
| 1959     | Ginevra             | 9º posto         | 5  | 1 | 1 | 3 | Rosa |
| 1961     | Torino              | 10º posto        | 9  | 0 | 0 | 9 | Rosa |
| 1963     | Porto               | 9º posto         | 8  | 0 | 0 | 8 | Rosa |
| 1965     | Lisbona             | 8º posto         | 8  | 1 | 0 | 7 | Rosa |
| 1967     | Bilbao              | 7º posto         | 8  | 2 | 1 | 5 | Rosa |
| 1969     | Losanna             | 4º posto         | 8  | 4 | 0 | 4 | Rosa |
| 1971     | Lisbona             | 7º posto         | 8  | 3 | 0 | 5 | Rosa |
| 1973     | Iserlohn            | 8º posto         | 8  | 2 | 0 | 6 | Rosa |
| 1975     | Viareggio           | 6º posto         | 7  | 2 | 0 | 5 | Rosa |
| 1977     | Porto               | 8º posto         | 8  | 2 | 2 | 4 | Rosa |
| 1979     | Barcellona          | 8º posto         | 8  | 1 | 2 | 5 | Rosa |
| 1981     | Essen               | 6º posto         | 8  | 3 | 0 | 5 | Rosa |
| 1983     | Vercelli            | 7º posto         | 7  | 1 | 0 | 6 | Rosa |
| 1985     | Barcelos            | 8º posto         | 8  | 1 | 1 | 6 | Rosa |
| 1987     | Oviedo              | 8º posto         | 8  | 0 | 2 | 6 | Rosa |
| 1990     | Lodi                | 6º posto         | 8  | 2 | 2 | 4 | Rosa |
| 1992     | Wuppertal           | 5º posto         | 9  | 3 | 3 | 3 | Rosa |
| 1994     | Funchal             | 6º posto         | 7  | 4 | 0 | 3 | Rosa |
| 1996     | Salsomaggiore       | 5º posto         | 8  | 4 | 0 | 4 | Rosa |
| 1998     | Paços de Ferreira   | 5º posto         | 7  | 4 | 0 | 3 | Rosa |
| 2000     | Wimmis              | 4º posto         | 5  | 2 | 0 | 3 | Rosa |
| 2002     | Firenze             | 4º posto         | 5  | 2 | 0 | 3 | Rosa |
| 2004     | La Roche-sur-Yon    | 6º posto         | 6  | 2 | 1 | 3 | Rosa |
| 2006     | Monza               | 5º posto         | 6  | 4 | 0 | 2 | Rosa |
| 2008     | Oviedo              | 4º posto         | 6  | 2 | 0 | 4 | Rosa |
| 2010     | Wuppertal           | 3º posto         | 6  | 3 | 0 | 3 | Rosa |
| 2012     | Paredes             | 4º posto         | 6  | 3 | 0 | 3 | Rosa |
| 2014     | Alcobendas          | 5º posto         | 5  | 1 | 0 | 4 | Rosa |
| 2016     | Oliveira de Azeméis | 5º posto         | 6  | 3 | 2 | 1 | Rosa |